# Morita Shigeru (Maler)
Morita Shigeru (japanisch 森田 茂; geboren 30. März 1907 in der Präfektur Ibaraki; gestorben 2. März 2009) war ein japanischer Maler im „westlichen Stil“ (Yōga).

## Leben und Wirken
Morita Shigeru wurde 1907 in der Präfektur Ibaraki geboren, lebte kurze Zeit in Tokio, wuchs dann, als sein Vater versetzt wurde, in Osaka auf. Er machte eine Lehrerausbildung, begann sich ab 1920 daneben auch für die Malerei zu interessieren. Neben seiner Lehrertätigkeit bildete er sich unter dem Maler Kumaoka Yoshihiko (熊岡美彦; 1889–1944) weiter. 1934 wurde ein Bild von ihm auf der 15. Ausstellung der staatlichen „Teiten“  angenommen. 
In der frühen Phase malte er vor allem Puppen und Personen. Nach einer Reise 1965 durch Südostasien begann er Landschaften zu malen. 1966 sah er zufällig im Haguro-Gebiet der Präfektur Yamagata traditionelles Nō-Theater. Er war davon so fasziniert, dass er eine ganze Serie dazu gestaltete. Später beschäftigte er sich auch mit dem Thema Maiko. 1977 wurde er der erste Leiter der Künstlergruppe Tōkōkai (東光会). Typisch für die meisten seiner Bilder ist ein pastoser Farbauftrag.
1989 wurde Morita als Person mit besonderen kulturellen Verdiensten geehrt, 1993 wurde er mit dem Kulturorden ausgezeichnet.
An seinem Heimatort Shimodate, heute Stadtteil von Chikusei, ist Morita im Shimodate-Kunstmuseum (しもだて美術館) zu sehen. Vor dem Museum erinnerte eine Bronzebüste an ihn.